# Georgetown (Contea di Price, Wisconsin)
Georgetown è un comune degli Stati Uniti, situato in Wisconsin, nella Contea di Price.